# Années 1170
Les années 1170 couvrent la période de 1170 à 1179.

## Évènements
- Vers 1169-1171 : Henri II Plantagenêt accorde les Établissements de Rouen, qui inspirent de nombreuses chartes de franchises communales dans les villes de Normandie, d'Aquitaine et de Gascogne[1].
- Vers 1169-1170 : début de l'enseignement de Pierre le Chantre à l'École cathédrale de Paris[2].
- Vers 1070-1080 : Ọranyan, un roi des Yorouba aurait envoyé son fils, le prince Evéka (Eweka), chez les Edos, peuple vivant au sud d’Ifé. Eweka s’impose aux Edo et devient le premier oba du royaume du Bénin[3]. La ville de Bénin est entourée d’énormes fortifications de terre, avec un dénivelé de 17 m entre le fond du fossé et le sommet du remblai.
- 1170 : inondation de la Toussaint aux Pays-Bas[4], détruisant la Forêt de Creil et créant une ouverture entre l'Almere et la mer du Nord[5].
- 1171 : fin du califat fatimide d'Égypte. Saladin fonde la dynastie Ayyoubides[6].
- 1171-1175 : guerre entre les Byzantins et Venise[7]. Le prince de Serbie Étienne Nemanja fait l’unité des pays serbes puis s'allie avec Venise contre Byzance. Il envahit la Damatie et bat une armée impériale (1171-1172). Manuel Ier Comnène conduit une expédition en Serbie. Nemanja se soumet et est emmené à Constantinople (1173-1176)[8].

- 1172-1174 : le sultan seldjoukide de Rum Kılıç Arslan II soumet les Turcs Danichmendides de Sivas. Il devient l’unique chef turc d’Anatolie face aux Byzantins et aux croisés[9].
- 1172-1178 : le doge de Venise Sebastian Ziani signe avec l’Égypte une « pax firmissima »[10].
- 1172 : Alphonse II Raimond d’Aragon devient comte de Roussillon[11].

- 1173 : les Ghurides chassent les Ghaznévides de Ghazni et envahissent l'Inde du Nord (1175-1186)[12].
- 1173-1174 : révolte des fils du roi Henri II d'Angleterre contre leur père[13].
- 1174-1176 : Saladin conquiert la Syrie au détriment des Zengides[14].
- 1175 : traité de Windsor ; soumission de l'Irlande au roi d'Angleterre[15].
- 1176 : 
  - bataille de Myriokephalon lors des guerres turco-byzantines. L'Empire byzantin abandonne le plateau anatolien au sultanat de Roum[16].
  - bataille de Legnano. Échecs de Frédéric Barberousse en Italie contre la Ligue lombarde. La paix de Venise consacre l’autorité du pape en 1177[17].

- 1179 : condamnation du catharisme au troisième concile du Latran[18].

## Personnages significatifs

### Culture et religion
Averroès - Chrétien de Troyes- Hōnen - Jean de Salisbury - Moïse Maïmonide - Thorlákr Rúnolfsson

### Politique
Béla III de Hongrie - Baudouin IV de Jérusalem - Frédéric Barberousse - Guillaume II de Sicile - Henri II d'Angleterre - Kılıç Arslan II - Louis VII de France - Magnus V de Norvège - Manuel Comnène - Muhammad Ghûrî - Saladin - Sebastian Ziani - Sverre de Norvège - Valdemar Ier de Danemark - Vsevolod III Vladimirski